# Янчєнково
Янчєнково (рос. Янченково) — село у Тогучинському районі Новосибірської області Російської Федерації.
Входить до складу муніципального утворення Гутовська сільрада. Населення становить 788 осіб (2010).

## Історія
Згідно із законом від 2 червня 2004 року органом місцевого самоврядування є Гутовська сільрада.

## Населення
| 2002 | 2007  | 2010 |
| ---- | ----- | ---- |
| 910  | ↗1031 | ↘788 |